# Biwasee-Kanal

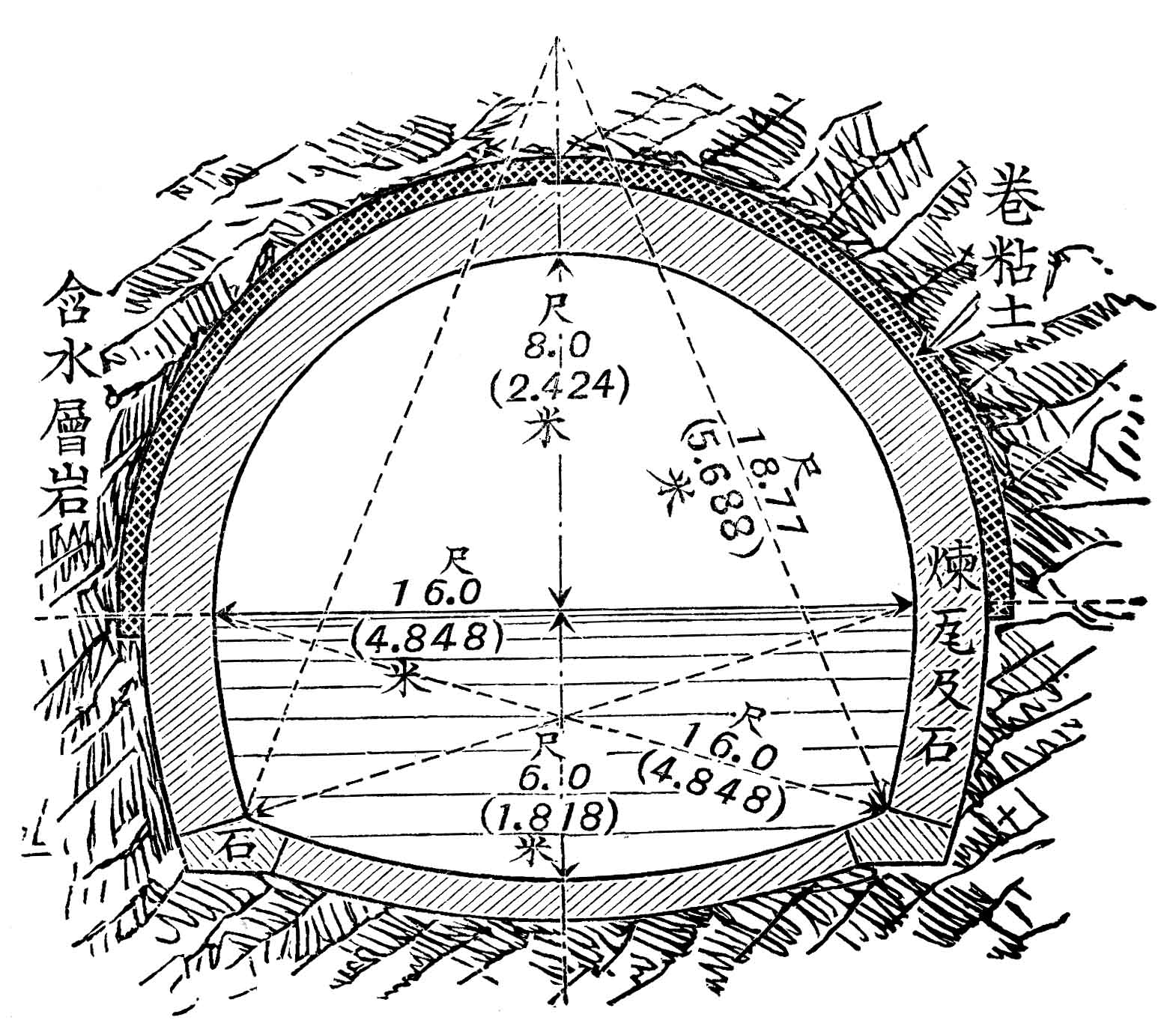
Tunnel-Querschnitt

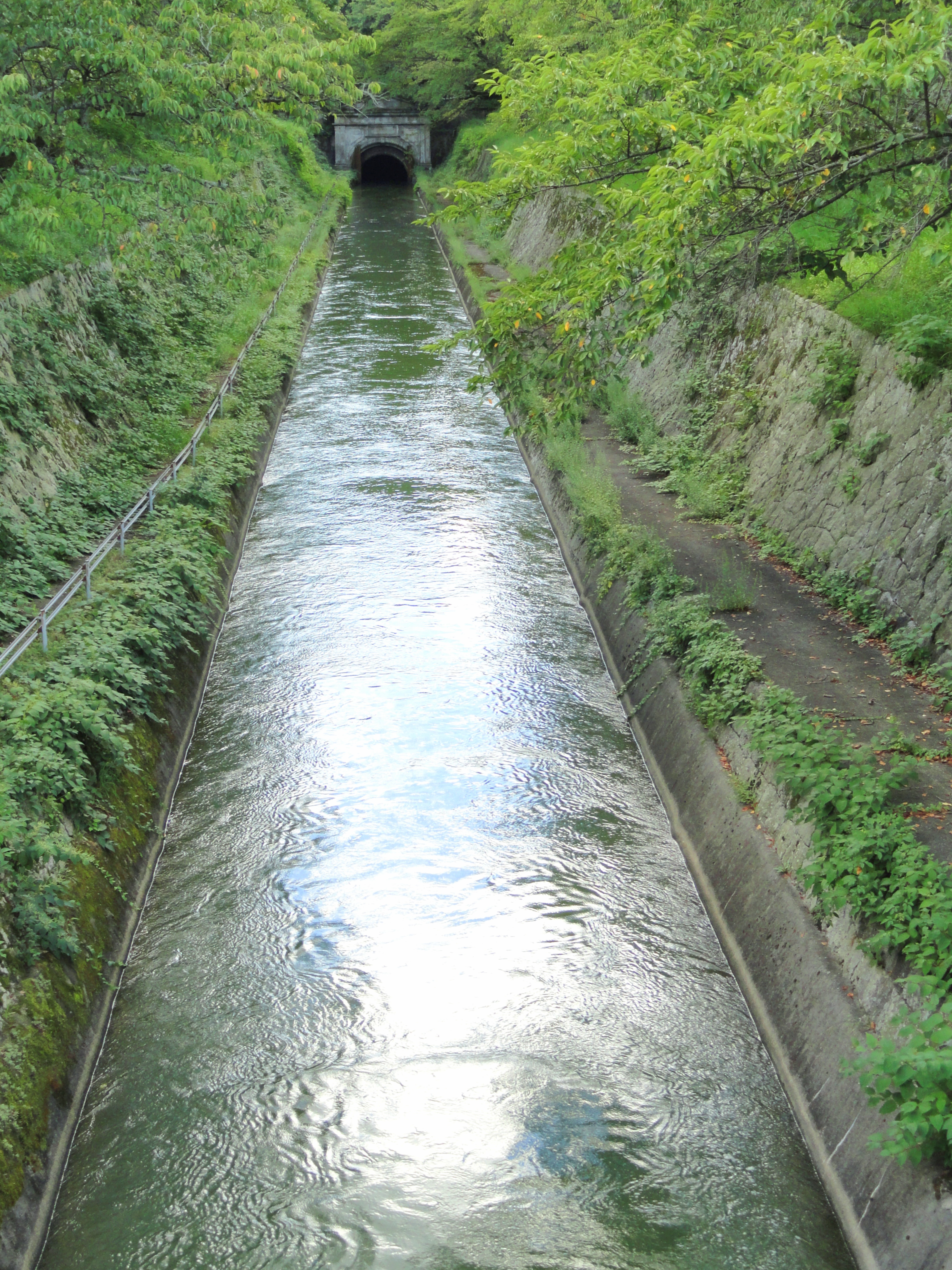
Beginn des 1. Kanals in Ōtsu

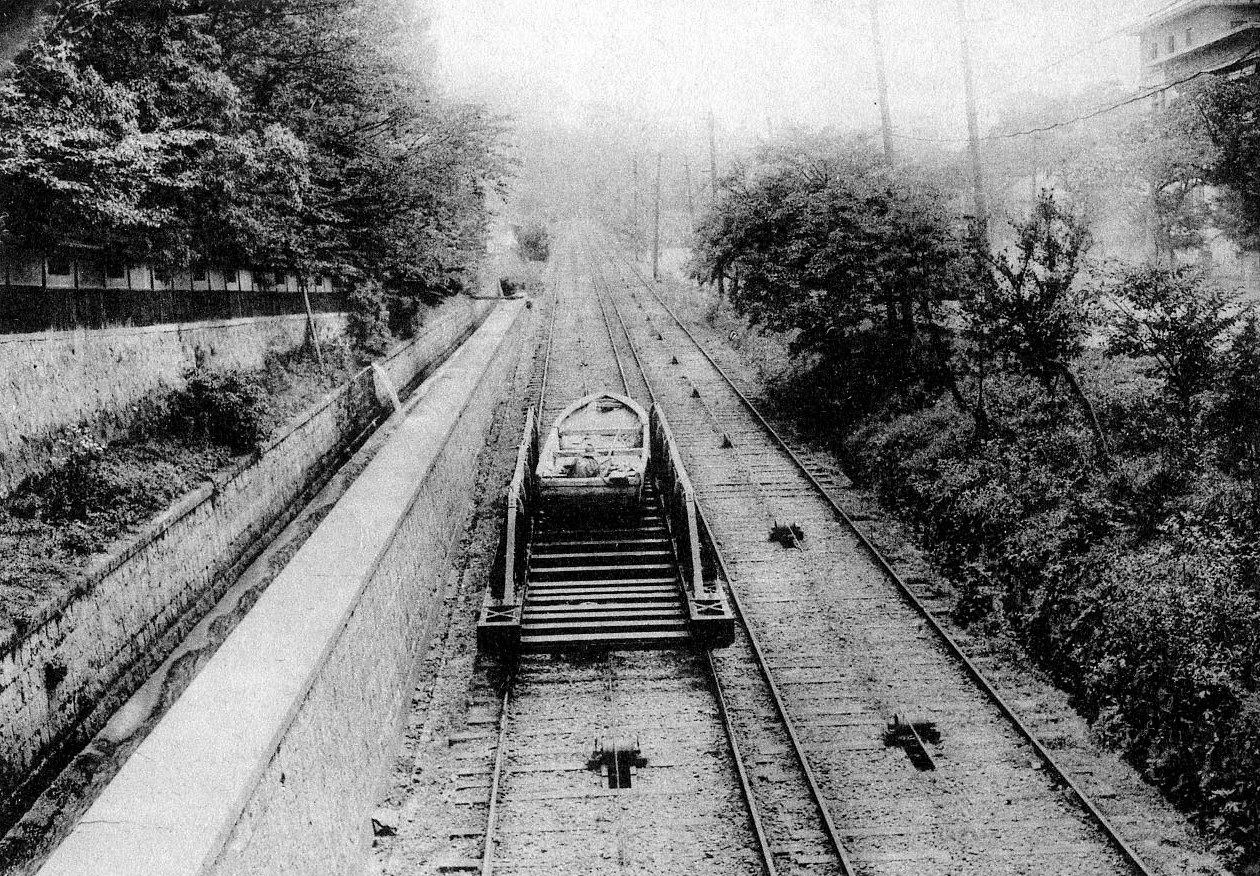
Schrägaufzug in Kyoto

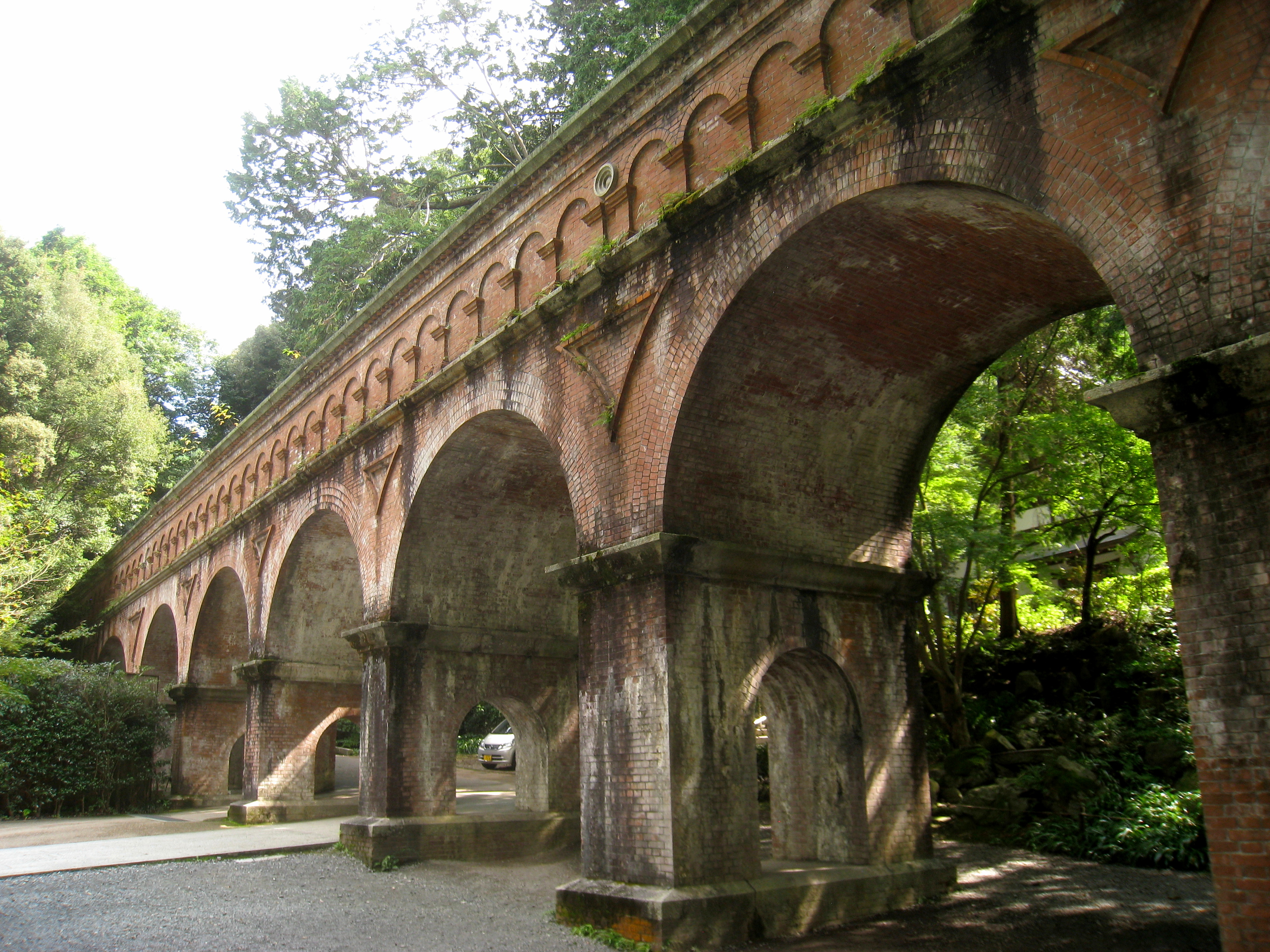
Kanalbrücke am Nanzen-ji

Der Biwasee-Kanal (jap. 琵琶湖疏水, Biwako Sosui oder 山科疏水 Yamashina Sosui) ist ein System von Kanälen in Japan, das in der Meiji-Zeit begonnen wurde, um mehrere Zwecke zu erfüllen. Es versorgt die Stadt Kyōto mit Wasser, diente früher auch als Wasserstraße, um Fracht und Passagiere zu transportieren und ermöglichte, ab 1895 ein Wasserkraftwerk in Kyōto zu betreiben, das erste von der öffentlichen Hand gebaute in Japan.
Das Kanalsystem beginnt am Biwasee in der Stadt Ōtsu am Mihogasaki. Der erste Kanal beginnt am See ab  (35° 0′ 48,8″ N, 135° 51′ 35,7″ O), verläuft unter der Kannon-Halle des Mii-dera durch einen Tunnel unter dem Nagarayama, verläuft dann im Ortsteil Yamashina oberirdisch, bevor er in den Okayama-Tunnel eintritt und schließlich im Kyōtoer Stadtbezirk Sakyō (35° 0′ 56,2″ N, 135° 46′ 17,3″ O) endet, wo er den Fluss Kamo-gawa erreicht. Vom Biwasee bis zum Kamo-gawa in Kyōto beträgt die Länge der Trasse etwa 18 km.

## Idee und Planung

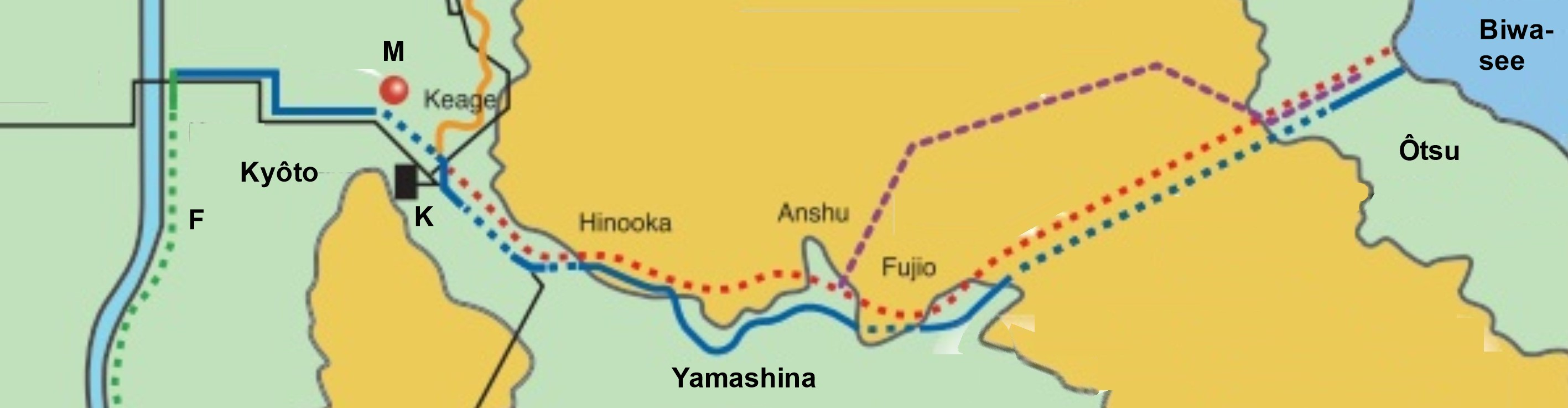
Blau: 1. Kanal, Rot: 2. Kanal. Dunkelrot: 3. Kanal, K: Keage-Filterstation, M: Museum, F: Kamogawa

Schon in der Edo-Zeit hatte man an den Bau eines Kanals zwischen dem Biwasee und Kyōto gedacht, aber erst in der Meiji-Zeit beschloss der amtierende Gouverneur von Kyōto, Kitagaki Kunimichi (北垣 国道; 1836–1916), diese Idee in die Tat umzusetzen. Kyōto litt zu der Zeit unter dem Wegzug des Kaisers, dessen ständiger Wohnsitz nun in Tōkyō war. Kitagaki, der den Kanal im Rahmen seines auf 100 Jahre angelegten Entwicklungsplans für Kyōto für notwendig hielt, beauftragte den junge Ingenieur Tanabe Sakurō (田邉 朔郎; 1861–1944) 1884 mit dem Entwurf und der Bauleitung. Nach einem Jahr Planung begann der Bau 1885, der mit vielen Schwierigkeiten verbunden war und erst 1890 abgeschlossen werden konnte. Der Bau des Tunnels, der erste dieser Art in Japan, unter den den Biwasee umgebenen Bergen, wurde mit einem Schacht in der Mitte der Strecke begonnen, von dem aus man in beiden Richtungen den Tunnel anlegte.
Um den Kanal für die Schifffahrt nutzen zu können, war es notwendig, die Austrittshöhe von 35 m über dem Niveau von Kyōto zu bewältigen. Man entschied sich, für diesen Zweck ein Schiffshebewerk in Form eines Schrägaufzugs (インクライン, Inkurain, von englisch incline) zu bauen, auf dem die Boote auf Wagen transportiert wurden, die auf Schienen liefen. Die Wagen wurden zunächst mit Wasserrädern, dann mit Maschinen bewegt.
Am oberen Beginn der des Schrägaufzuges gabelte sich die Wasserführung: ein Teil des Wassers wurde direkt in die Stadt geführt, ein weiterer Teil des Wassers wurde nach Norden geführt, wo es mit Hilfe einer mit Backstein erbauten Kanalbrücke, Suirokaku (水路閣) genannt, durch das Gelände des Nanzen-ji schneidend bis zum Nordteil von Kyoto gelangte. Diese Kanalbrücke ist erhalten, sie ist 93 m lang, hat eine Breite von 4 m, mit einer Breite für die Wasserführung von etwa 2,4 m.

## Spätere Erweiterungen
Ein zweiter Kanal stammt aus dem Jahr 1912. Er beginnt am Biwasee etwas nördlich vom ersten Kanal und verläuft fast vollständig unter der Erdoberfläche und dient vor allem der Trinkwasserversorgung. Ein dritter Kanal wurde 1999 fertiggestellt. Er beginnt neben dem 2. Kanal und ist als zusätzliche Untertunnelung der Berge am Biwasee angelegt.

## Der Kanal heute
Die Schifffahrt ist schon lange eingestellt, den Schrägaufzug kann man begehen. Auch die Stromerzeugung durch Wasserkraft spielt keine Rolle mehr. – Im August 1989 wurde das Biwasee-Kanal-Museum (琵琶湖疏水記念館, Biwako Sosui Kinenkan) passend zum hundertjährigen Bestehen des Kanals eröffnet. Nach einer Renovierung wurde es 2009 wiedereröffnet.
Im Jahr 1996 wurde der Kanal als nationales Geschichtsmonument registriert.